# Arthur Gregor

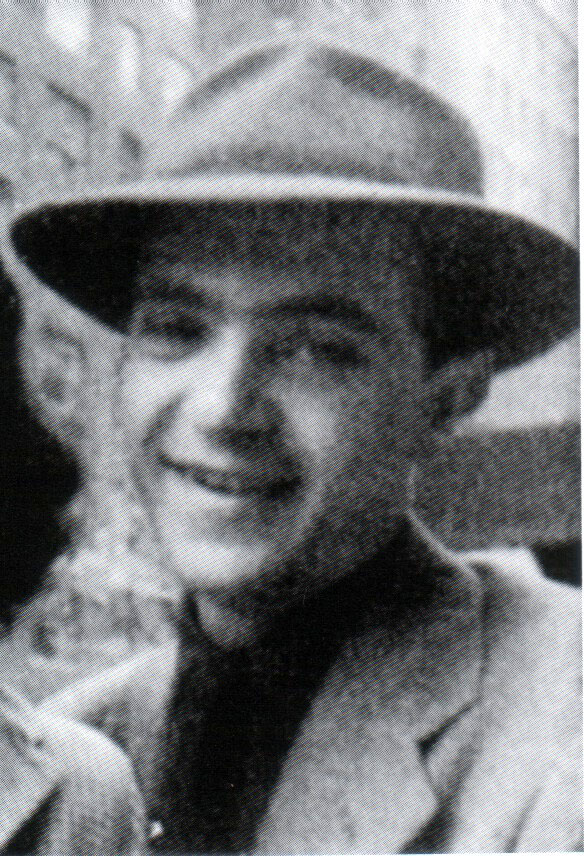
Arthur Gregor um 1947 in New York

Arthur Gregor (geboren als Arthur Goldenberg am 18. November 1923 in Wien; gestorben am 3. August 2013 in Châtillon-sur-Loire, Frankreich) war ein US-amerikanischer Dichter und Hochschullehrer österreichischer Herkunft. Er wirkte als Lyriklektor bei Macmillan und war Gründungsdirektor des Publishing-Studiengangs an der Hofstra University, Hempstead (NY).

## Leben

### Kindheit und Jugend
Arthur Gregor wuchs in bürgerlichen Verhältnissen auf: Während die Familie zur Zeit seiner Geburt noch im 20. Wiener Bezirk in der Wolfsaugasse 8 wohnte, residierte sie ab Mitte der 1930er-Jahre in der Heinestraße 31 in der Leopoldstadt, dem zweiten Wiener Bezirk. Seine Eltern, Benjamin Goldenberg (1891–1978) und Regine Reiss Goldenberg (1896–1965) waren Mitglieder der Israelitischen Kultusgemeinde. Beide waren kurz vor dem Ersten Weltkrieg nach Österreich eingewandert. Die Mutter stammte aus einer vornehmen chassidischen Familie aus Polen. Der Vater war in Russland geboren. Er etablierte sich im Laufe der 1920er-Jahre, zusammen mit seinem Bruder, als Pelz- und Fellhändler und machte ein Vermögen. Gregor besuchte das Chajes Realgymnasium, ein jüdisches Privatgymnasium, musste die Ausbildung dort jedoch infolge des Anschlusses 1938 abbrechen. In seiner Autobiographie A Longing in the Land (1983) hat Gregor die panische Flucht der Familie angesichts des Kriegsbeginns Anfang September 1939 über Zürich, Paris, Boulogne-sur-Mer, Oostende bis nach Rotterdam geschildert. Dort hatte sie am 5. September die Statendam III nur aufgrund ihrer Verspätung infolge eines Streiks der Hafenarbeiter noch rechtzeitig erreicht, auf der die Überfahrt gebucht und bezahlt war. Die via London vorausgeschickte Habe ging dabei ebenso verloren, wie eine unter Ladung unter Kaninchenhäuten geschmuggelter Leica-Kameras, sodass die Familie verarmt in den USA eintraf und sich statt wie geplant in New York in Newark niederlassen musste. Der Hund Fifi sei dort „das einzige Überbleibsel aus unserem alten Leben“ gewesen. Weil er als einziges Familienmitglied Englisch sprach, wurde Gregor, noch keine 16 Jahre alt, zum Ernährer der Familie: „Ich erwies mich als die beste und einzige Investition meiner Eltern. Ich war der einzige, der sich in der Sprache unterhalten, der einzige, der aushelfen konnte. Und selbstverständlich würde ich mich dem nicht verweigern.“ Er übernahm Tätigkeiten als Botenjunge, später begann er eine Zahntechnikerlehre. Als eine Art Schlüsselerlebnis, in dem sich die Leiden der Vertreibung, die Erfahrung der Entwurzelung und die Schicksalsschläge symbolisierten und zum Ausdruck in Dichtung drängten, wird in der Autobiographie der Tod des Hundes Fifi etwa zwei Monate nach Ankunft in den USA dargestellt:

„Es war ein furchtbarer Verlust, ein weiterer Schlag unter den allzu häufigen Erschütterungen der Vertreibung. Unser Schmerz des Exils lag dort in der Gestalt des regungslosen Fifi. Ich war untröstlich und begann schlecht zu schlafen. [...] Ich konnte die Tiefe meiner Entwurzelung nicht ergründen, aus der ein Schmerz kam, der mich ergriff und manchmal lähmte, so dass ich kaum sprechen konnte. Dort entsprangen auch die frühen Rhythmen, noch unformulierte Silben und Worte, die wie ein Balsam wirkten, ein Trost, den ich dringend brauchte, ein früher Drang zum Ausdruck durch Kunst.“

Nachdem das Dentallabor ihn 1940 vor Beendigung der Lehre aus wirtschaftlichen Gründen hatte entlassen müssen, konnte er seine Bildungslaufbahn zunächst an der Highschool, ab 1941 am Newark College of Engineering fortsetzen. Das schloss er mit einem BSc-Abschluss 1945 ab. Durch die Lektüre von T.S. Eliots „The Love Song of J. Alred Prufrock“ zur Dichtung gekommen wurde Arthur Gregor während der amerikanischen Schulzeit auch in seinen literarischen Versuchen gefördert und bestärkt. Ab 1947 arbeitete er bei der Electronic Transformer Corporation. Im Herbst desselben Jahres nahm das Poetry Magazine seine beiden Gedichte „Ritual“ und „Blackout“ zur Veröffentlichung an. Für diese wurde er mit dem Nachwuchspreis des Magazins ausgezeichnet.

### Berufliche Laufbahn
Nach einem Besuch der zerstörten Heimatstadt 1949 hatte sich Gregor in einem Appartement mit Dachterrasse in West 25th Street am Rande des Village eingemietet. Sein Ingenieursberuf erlaubte ihm einen gehobenen Lebensstil. Seine Wohnung wurde zu einem Treffpunkt der Bohème, die bei ihm Partys feierte. Zu den Bekanntschaften gehörten neben John Cage, Muriel Rukeyser, Mark Rothko, Robert Rauschenberg, Merce Cunningham, Christopher Isherwood und der Dichterin Jean Garrigue, mit der ihn eine innige Freundschaft verband, auch die aus Ungarn geflüchtete Tierfotografin Ylla. Nach ihrem Unfalltod schrieb er die Texte für das Bilderbuch The Little Elefant (1956), das mit Fotografien von Ylla die Geschichte des kleinen Elefanten Japu erzählt, der die Parade des Königs anführen will und drei Jahre später Animal Babies (1959), dessen Text aus Impressionen zu Jungen von Löwen, Schwänen und anderen Tieren teilweise in freien Versen mit gelegentlichen Reimen verfasst ist. Ebenfalls Anfang der 1950er-Jahre geriet Gregor in Berührung mit der neohinduistischen Mystik des Sri Atmananda Krishna Menon. Dessen Lehre vom „Direkten Weg“ schloss er sich an. Nach der Rückkehr von einem halbjährigen Aufenthalt im klosterartigen Anwesen des Guru in Thiruvananthapuram (ehemals Trivandrum) zurückgekehrt, wechselte Gregor 1955 aus dem Ingenieursberuf ins Verlagswesen: Zunächst war er als Lektor bei der Whitney Publishing Company tätig, dann ab 1962 als Senior Editor bei Macmillan zuständig für Lyrik. Den Posten bekleidete er bis 1970. Die ganze Zeit über war begleitet von einer regen literarischen Produktion. Nachdem Gregor bereits in zahlreichen Literaturmagazinen veröffentlicht hatte, legte er 1954 schließlich mit Octavian Shooting Target (1954) den ersten seiner elf Gedichtbände vor, ein weiterer folgte bereits 1957 mit Declensions of a Refrain. Entsprechend verwies Rose Ausländer in ihrem Rundfunk-Essay „The Poet in two Worlds“ auf Gregor als Repräsentanten derjenigen Exil-Dichter, die in jungen Jahren ihre Heimat verlassen und in ihrer zweiten Sprache zu dichten begonnen hatten. Ab den 1970er-Jahren wendete sich Gregor mehr und mehr der Lehrtätigkeit zu: Nach einer Gastprofessur an der California State University, Hayward, (1972–73) wurde er zum Gründungsdirektor des Studiengangs Theory and Practice of Publishing an der privaten Hofstra University in Hempstead (NY) berufen, der 1975 startete. Diesen Posten bekleidete er bis 1988. Im Anschluss daran wirkte Gregor dort bis 1995 als Poet in Residence. (Nachweis) Gregor, der Amerika laut seiner Autobiographie stets als Ort metaphysischer Leere erfahren hat, verbrachte schon damals stets einen Teil des Jahres in Frankreich bei seiner engen Freundin, der Schauspielerin und Malerin Hanna Axmann von Rezzori von Rezzori (1921–2000). Im Jahre 1998 siedelte er ganz nach Europa über, zunächst nach Paris und schließlich nach Châtillon-sur-Loire, wo er, von der Öffentlichkeit weitgehend unbemerkt, im Sommer 2013 starb.

## Werk
Arthur Gregor selbst schilderte die Erfahrung kultureller Entwurzelung als grundlegend für sein Schaffen. „In seinen Gedichten kehrt er wieder und wieder zurück ins Wien seiner Kindheit, das für ihn weniger ein Garten der Nostalgie und der Schlüssel zu seinen Erinnerungen wird, als zu einem Eingang in jene spirituelle Sphäre, die, nachdem er seinen „Aufbruch in den Osten“ in den 1950ern hinter sich gebracht hatte, zum Gegenstand seiner Dichtung geworden war, und durch die er die Erfahrungen seines Lebens interpretierte“, beschrieb sein Weggefährte Edward Field dieses Phänomen. Zumal in seinen Gedichten beharrt Gregor auf einer ausdrücklichen und entschiedenen Tendenz zu Spiritualität und Weltflucht:
Worldliness is your ennemy.

Never think otherwise.

It does not tolerate

love that you love.

From where the pure lament

played on ancient instrument?

…
Gregors Lyrik erwecke in ihren Lesern das Vermögen, auf jene Schönheiten in den Menschen zu reagieren, die ihre weltliche Persönlichkeit transzendieren, attestierte Laurence Lieberman ihm in einer Rezension von Figure in the Door. „Diese unpersönliche – oder transpersönliche – Schönheit ist für Gregor die höchste Wirklichkeit“. Deutlich distanzierte er sich von den vorherrschenden Strömungen der amerikanischen Dichtung seiner Generation, der Confessional- und insbesondere der Beat-Poets. Diesen warf er vor, die Dichtung insgesamt zerstört und die Aufgabe der Kunst verraten zu haben, die darin bestehe, „eine Alternative zu den etablierten gesellschaftlichen Werten zu bieten, wenn diese den besten Interessen der Menschheit zuwiderlaufen.“ Im Gegenzug wurden in seinen Gedichten weltliche Themen, wie die eigene homoerotische Sexualität hymnisch überhöht. „Während für die meisten von uns Schwulen Sex eine Angelegenheit von schwitzenden Körpern, Schwänzen, Mündern und Arschlöchern ist, ist es für ihn eine spirituelle Erfahrung“, verdeutlichte Field diese Tendenz. Gregors Dichtung zeichnete sich, abgesehen von den stark surrealistisch geprägten Anfängen, weniger durch Originalität und Drastik ihrer Bildwelten aus, als durch einen innovativen und zugleich meisterhaften Einsatz formaler Mittel, Rhythmen, Klänge und Reime. So schuf er Zyklen, in denen die Spationierung, also die Abstände der Zeichen und Worte, und die typographische Disposition bedeutungstragend wird, wie im achtteiligen „Return“, das den Band The Past Now (1975) beschließt. In anderen, wie dem sechsteiligen Langgedicht „Dubrovnik“ verschmolz er zudem in einzelnen Sektionen Vers und Prosapassagen zu einer hybriden Einheit:
[...]

I did not know

. . . that Dubrovnik was founded about 614 by refugees

from the Greek town of Epidaurus . . . that it became a

heavily fortified city, the center of an indpendent

republic, under the protection of the Byzantine emperors

. . . that it took pride in being a peaceful city . . .

[...]

No wonder

the stones of the wall

rushed to my eyes,

the seat to my hands

as waves unto cliffs

and that love

flourished there.
Der „Dubrovnik“-Zyklus hatte als eines der wenigen Werke Gregors einen leicht erkennbaren äußeren Auslöser: Er hatte sich zusammen mit Jean Garrigue 1969 in Dalmatien aufgehalten, und das Gedicht spann den Dialog mit der Freundin und als Seelenverwandten wahrgenommenen Kollegin fort. Als andere prägende Einflüsse hatte Gregor selbst neben Wallace Stevens, Ezra Pound und T.S. Eliot sowie Marianne Moore, mit der er als Lektor zusammenarbeitete, Hugo von Hofmannsthal und vor allem Rainer Maria Rilke benannt. Seine Autobiographie war in der New York Times durchgefallen, obwohl der Rezensent ihren fesselnden Inhalt herovgehoben hatte. Jenseits ihres „unglücklichen Prosastils“ habe Gregor in ihr, „versunken im 'Weltschmerz', [...] seinem Herzen freien Lauf gelassen“, sodass ein „aufdringliches Heimwehpathos […] den Argumenten, die er vorbringen und den Ereignissen, an die er erinnern möchte“ schade. Außerdem verfasste Gregor mehrere Theaterstücke.

## Werke (Auswahl)

### Gedichtbände
- Octavian Shooting Targets, Dodd Mead, New York 1954
- Declensions of a Refrain, Poetry London-New York Books, New York 1957
- Basic Movements, Gyre Press, New York 1966
- Figure in the Door, Doubleday, New York 1968
- A Bed by the Sea, Doubleday, New York 1970
- Selected Poems, Doubleday, New York, 1971
- The Past Now: New Poems, Doubleday, New York, 1975
- Embodiment and Other Poems, Sheep Meadow Press, New York 1982
- Secret Citizen, Sheep Meadow Press, New York 1989
- The River Serpent and Other Poems, Sheep Meadow Press, New York 1994
- That Other Side Of Things. Poems, Sheep Meadow Press, New York 2001
- The Hand Upon His Head. Selected Poems 1947–2003, Sheep Meadow Press, New York 2004

### Autobiographie
- A Longing in the Land: Memoir of a Quest, Schocken, New York 1983

### Kinderbücher
- 1 2 3 4 5, Lippincott, Philadelphia 1956
- The Little Elephant, mit Fotografien von Ylla, Harper & Brothers, New York 1956
- Animal Babies, mit Fotografien von Ylla, Harper and Row, New York 1959

### Tonaufnahmen
- Declension of a Refrain and other Poetry of Arthur Gregor, read by the poet, LP (Vinyl), The Spoken Word Inc, New York 1958
- Archive Of Recorded Poetry And Literature (Hrsg.): Arthur Gregor reading his poems with comment in the Recording Laboratory, 17. Februar 1972, Audio-Digitalisat der Library of Congress